# Agylla poasia
Agylla poasia är en fjärilsart som beskrevs av William Schaus 1911. Agylla poasia ingår i släktet Agylla och familjen björnspinnare. Inga underarter finns listade i Catalogue of Life.